# Cieszymowo Wielkie
Cieszymowo Wielkie is een plaats in het Poolse district  Sztumski, woiwodschap Pommeren. De plaats maakt deel uit van de gemeente Mikołajki Pomorskie en telt 570 inwoners.